# Charles Frewen Jenkin
Charles Frewen Jenkin, CBE, FRS (Claygate, Surrey, 24 de setembro de 1865 – St Albans, 23 de agosto de 1940) foi um engenheiro britânico. Foi o primeiro catedrático de engenharia da Universidade de Oxford como Professor of Engineering Science.

## Vida
Segundo filho de Fleeming Jenkin, Regius Professor of Engineering na Universidade de Edimburgo. Foi educado na Edinburgh Academy, então uma escola independente para educação separada por sexos em Edinburgh. Frequentou a Universidade de Edimburgo, antes de matricular-se no Trinity College (Cambridge) em 1883. Como a Universidade de Cambridge não tinha cursos de engenharia, estudou o Mathematical Tripos. Gradou-se em 1886 com um grau de Bachelor of Arts (BA).
Foi eleito membro do Institution of Electrical Engineers em 1901 e membro do Institution of Civil Engineers em 1912. Em 7 de maio de 1931 foi eleito Membro da Royal Society (FRS).